# Зирафете Ґаші
Зирафете Ґаші (алб. Zyrafete Gashi; 5 жовтня 1955, Подуєво — 30 липня 2013, Приштина), просто відома як Зира (алб. Zyra) — албанська і косоварська комедійна акторка. За понад три десятиліття активної діяльності на комедійній сцені, Зира була відома багатьма ролями. Роль, від якої вона отримала свій псевдонім — Зира, албанська старенька зі старими традиціями, Зетганджа, поліціянтка, Тетка Драґіца, сербська косоварська старенька з Ґрачаниці, яка скаржиться на життя з албанцями, та багато інших. Вона відома за адаптацію гумору та реалістичної ситуації в Косові.
Попри те, що Зира активно виступала на телебаченні, вона оголосила, що переїжджає до Швейцарії на 9 місяців на лікування, оскільки захворіла. Вона повернулася до рідного міста Приштина за кілька днів до смерті. 31 липня 2013 року її сім'я підтвердила, що вона померла. Про її смерть розповідали в усіх новинах, а через кілька днів після цього вийшло багато документальних фільмів про її життя.